# Lufa gwintowana

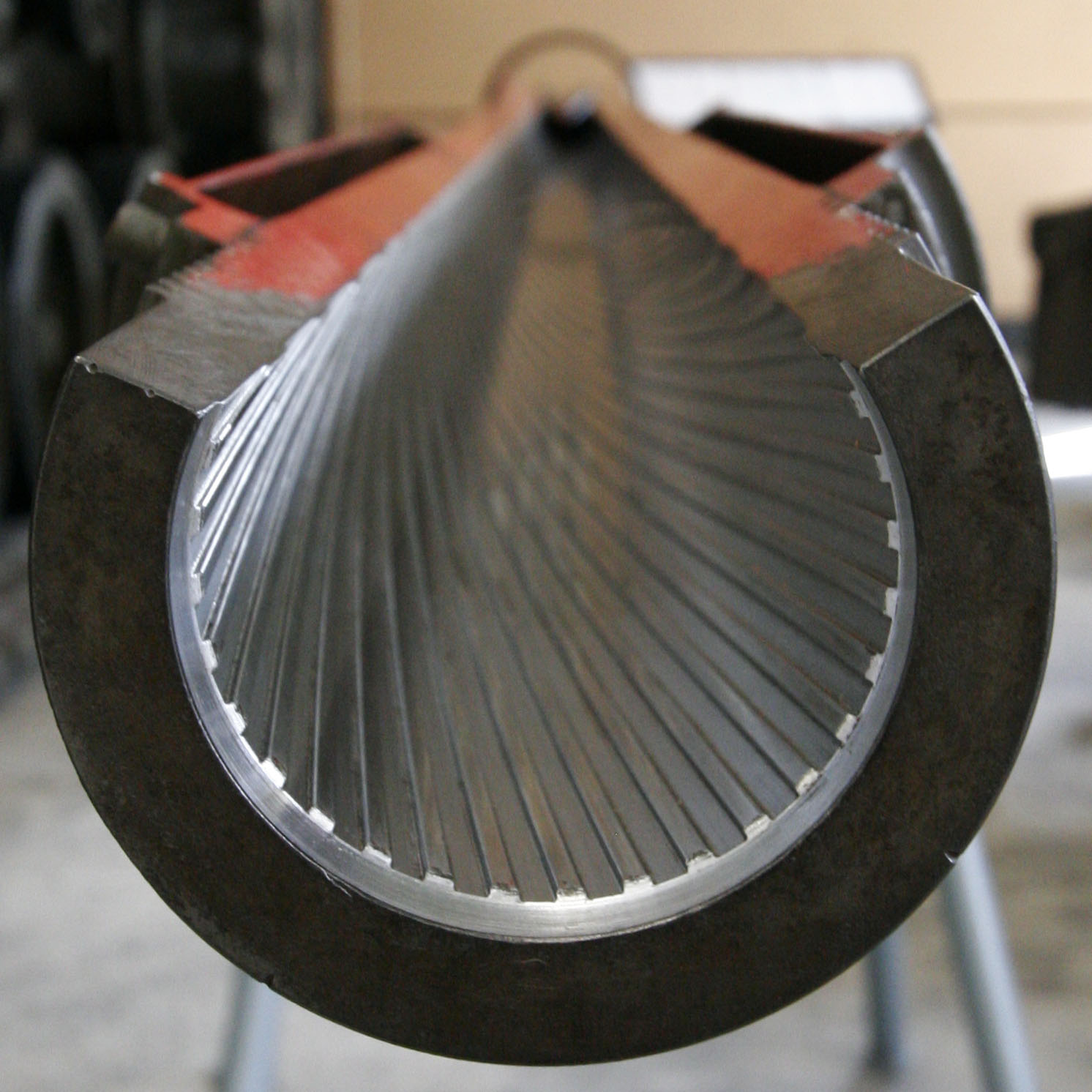
Przekrój gwintowanej lufy armaty czołgowej Royal Ordnance L7 montowanej w czołgach Centurion

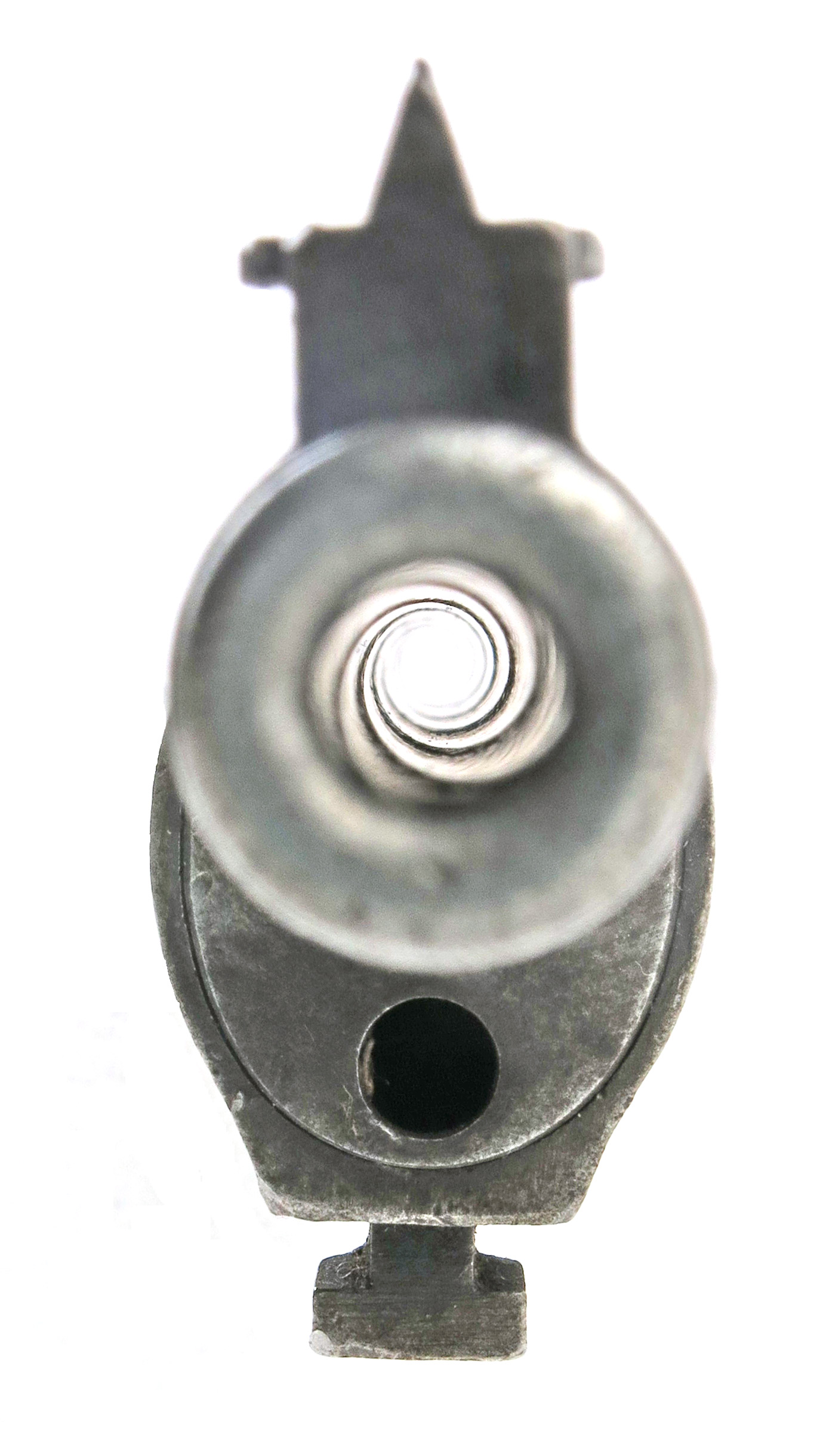
Gwintowana lufa karabinu Mauser M1896

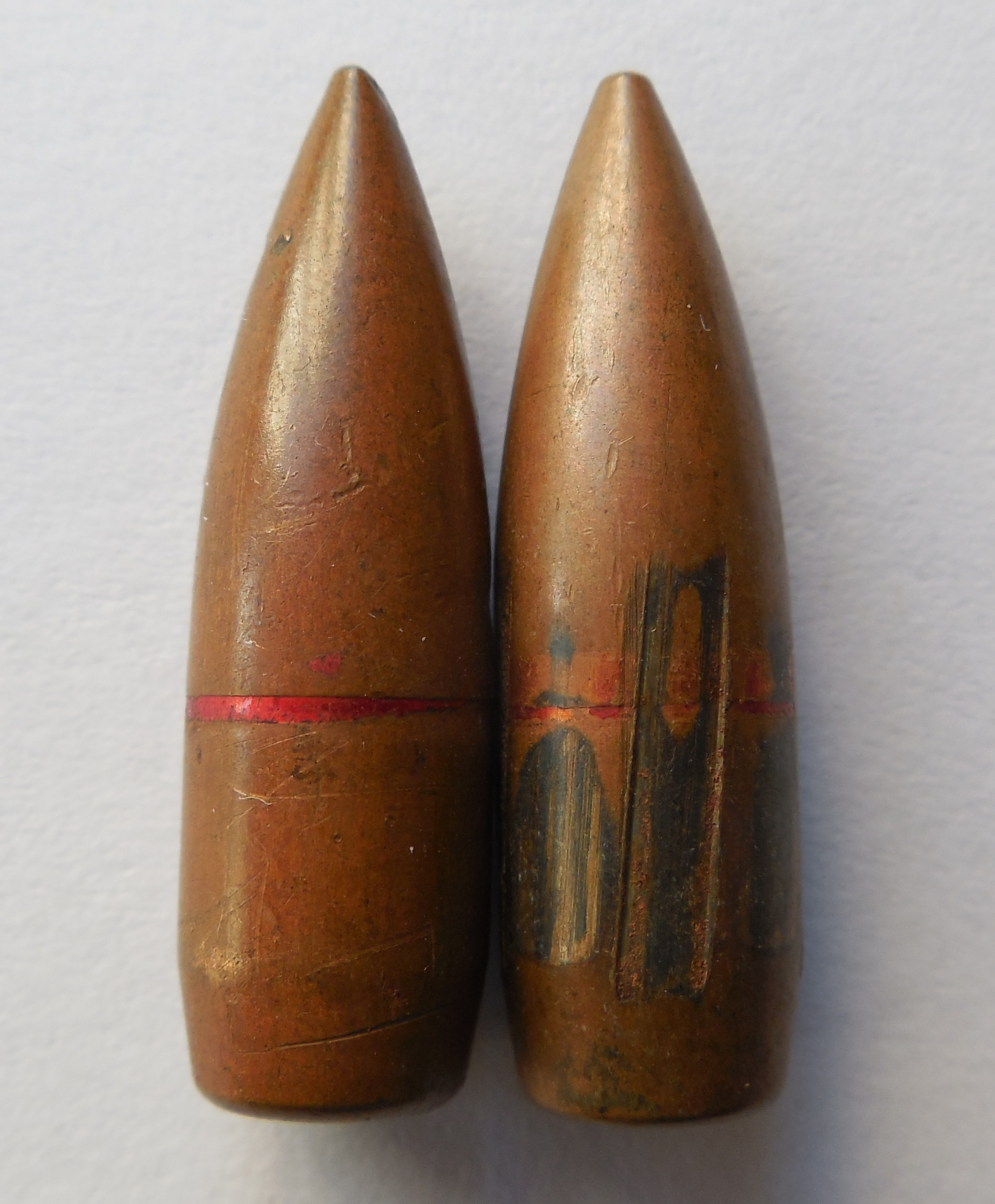
Pociski naboju 7,62 × 39 mm.
Po lewej niewystrzelony.
Po prawej wystrzelony z odciśniętymi śladami po bruździe gwintu.

Lufa gwintowana (także: lufa bruzdowana) – rodzaj lufy wyposażonej w wewnętrzną sieć spiralnych bruzd (przypominających gwint), które nadają przechodzącemu przez nią pociskowi ruch obrotowy, co znacznie stabilizuje jego lot. Zastosowanie gwintowanej lufy skrajnie zwiększa celność broni (poprzez redukcję rozrzutu) oraz jej donośność względem broni gładkolufowej. 

## Budowa i działanie
W przewodzie lufy (przez całą jego długość) naciętych jest kilka symetrycznych spiralnych bruzd tworzących razem rodzaj gwintu, o stosunkowo dużym skoku (bruzdy przez całą swoją długość nie przekraczają zazwyczaj pełnego 360° skrętu). 
Gwint ma postać linii śrubowej, a jego zadaniem jest nadanie pociskowi ruchu obrotowego. Składa się z bruzd (wgłębień) oraz pól (występów). Cechami charakterystycznymi gwintu są: jego zarys (geometria pól w przekroju poprzecznym lufy), skok oraz liczba zwojów. Najczęściej spotykanym zarysem są pola o przekroju prostokątnym, (rzadziej trapezowym, zaokrąglonym lub wycinkowym). Ze względów technologicznych w gwintach lufy wykonywana jest parzysta liczba zwojów, która najczęściej jest podzielna przez cztery.
W chwili wystrzału, pocisk przechodząc przez lufę jest silnie przyciskany do jej ścian, jednocześnie jego część pod wpływem energii wciskana jest w rowki bruzd. Spiralne bruzdy nadają sunącemu pociskowi dużą prędkość obrotową (wzdłuż jego osi), który to efekt utrzymuje się po opuszczeniu przez niego lufy. Szybkie obracanie się pocisku powoduje wystąpienie efektu żyroskopowego, znacząco stabilizującego tor jego lotu, co ma niebagatelny wpływ na jego właściwości balistyczne.
Jednocześnie zastosowanie gwintu powoduje zwiększenie zjawiska odrzutu broni oraz sił działających na lufę (co przyśpiesza jej zużycie). Produkcja lufy gwintowanej jest też znacznie bardziej skomplikowana niż lufy z przewodem gładkim.

## Historia
Pierwsze wzmianki o lufach gwintowanych pojawiają się już w roku 1498 i dotyczą niemieckiego Augsburga. Wynalazek nie został jednak spopularyzowany, a formą dominującą przez następne stulecia pozostawała broń gładkolufowa. Ze względu na koszty produkcji oraz kłopotliwe ładowanie (pocisk musiał ciasno przylegać do ścian lufy, przez co wbijano go do niej przy użyciu stempla i młotka) broń gwintowana znajdowała zastosowanie głównie w myślistwie, a w wojsku - jako broń wyborowa (zob. sztucer) używana od XVIII w. przez oddziały jegrów. Przełomem okazało się wynalezienie pocisków Minié w połowie XIX w., które miały mniejszą średnicę niż kaliber lufy (dzięki czemu nie trzeba było używać siły przy ich umieszczaniu wewnątrz niej), a w momencie wystrzału rozszerzały się (dopasowując się ściśle do przewodu lufy). Rozwiązanie to zlikwidowało problem czasochłonnego ładowania broni wyposażonej w lufę gwintowaną, czego konsekwencją była jej gwałtowna popularyzacja. Od tego czasu lufy gwintowane są powszechnie stosowane w strzeleckiej broni palnej (początkowo odprzodowej, a następnie odtylcowej).
W artylerii pierwsze działa o lufach gwintowanych zostały zaprezentowane w 1846 roku (odtylcowe działa konstrukcji Cavalliego oraz Wahrendorffa), a na początku lat 50. XIX wieku na uzbrojeniu pojawiły się brytyjskie działa Lancastera z gwintem elipsoidalnym.